# Лобановка (Пензенская область)
Лобановка — деревня в Городищенском районе Пензенской области. Входит в состав Юловского сельсовета.

## География
Деревня расположена в восточной части области на расстоянии примерно в 14 километрах по прямой к западу-северо-западу от районного центра Городище.
Часовой пояс
Деревня Лобановка как и вся Пензенская область, находится в часовой зоне МСК (московское время). Смещение применяемого времени относительно UTC составляет +3:00.

## Население
| 2010 |
| ---- |
| 4    |

Национальный состав
Согласно результатам переписи 2002 года, в национальной структуре населения русские составляли 87 % из 8 чел..